# Huracán Hermine
Huracán Hermine fue el primer huracán en llegar a la Florida desde el huracán Wilma en 2005 y el primero en desarrollarse en el Golfo de México desde el Huracán Ingrid en 2013. La novena depresión tropical, octava tormenta nombrada y cuarto huracán de la Temporada de huracanes del Atlántico de 2016, Hermine se desarrolló a partir de una onda tropical de largo recorrido que había producido lluvias torrenciales en partes del Caribe. Después de ser designado el 29 de agosto, Hermine se desplazó hacia el noreste debido a un canal sobre Georgia y se intensificó constantemente en un huracán de categoría uno justo antes de llegar a tierra en el Panhandle de Florida durante el 2 de septiembre. El debilitamiento rápido se produjo cuando la tormenta se debilitó y transformó en un ciclón post-tropical antes de salir de la costa cerca de los Outer Banks. Los restos de Hermine continuaron trayendo fuertes lluvias y corrientes a la costa este de los Estados Unidos, antes de que el Centro Nacional de Huracanes suspendiera las advertencias sobre el sistema, mientras que estaba situado al este de la península de Delmarva.

## Historia meteorológica

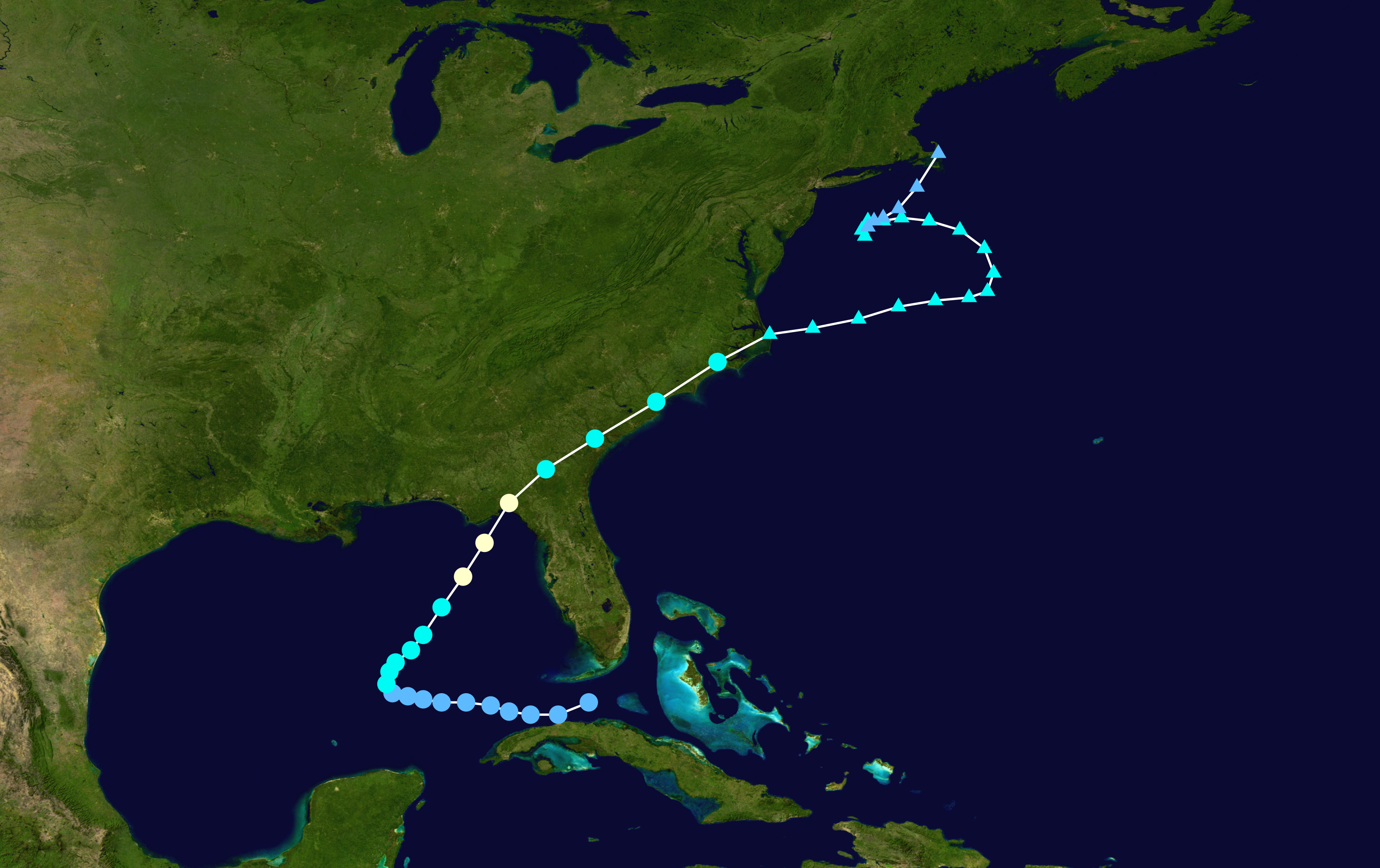
Trayectoria de Hermine

El 18 de agosto, el Centro Nacional de Huracanes (NHC) observó por primera vez una onda tropical como un área potencial de desarrollo, asociado con una superficie de convección desorganizada alrededor de 300 millas (480 kilómetros) al suroeste de Cabo Verde. Se espera que las condiciones ambientales son favorables para la organización continua.   El aire seco y estable era un factor de inhibición inicial en el desarrollo, aunque la convección y la circulación se habían convertido en mejor definido por el 21 de agosto. El 23 de agosto, el sistema se había desarrollado una circulación alargada y mal definido, según lo indicado por los cazadores de huracanes. Al día siguiente, el área de baja presión cruzó Guadalupe en el mar Caribe, mientras que la producción de los vientos huracanados. En este punto, el CNH señaló que el sistema podría convertirse en una depresión tropical en cualquier momento, ya que el sistema solo le faltaba una circulación bien definida.
El huracán se fortaleció un poco más a una intensidad máxima de 130 km / h (80 mph) a las 00:00 UTC del 2 de septiembre.  Alrededor de las 05:30 UTC (1:30 a. m. EDT) de ese día, Hermine tocó tierra apenas al este de St. Marks, Florida , en la intensidad máxima, con una presión mínima de 981 mbar (hPa; 29,00 inHg).  Hermine se convirtió en el primer huracán en tocar tierra en Florida desde Wilma el 24 de octubre de 2005.  A las cuatro horas de tocar tierra, los vientos cayeron por debajo de la fuerza del huracán a medida que la apariencia en las imágenes de radar se degradaba. La convección disminuyó mientras Hermine cruzaba hacia Georgia, con los vientos más fuertes cerca de la costa atlántica. El centro se alargó mientras continuaba rápidamente hacia el noreste por delante de la depresión. Con la convección muy por delante de la circulación, Hermine hizo la transición a un ciclón extratropical a las 12:00 UTC del 3 de septiembre cuando emergió al Océano Atlántico desde los Outer Banks de Carolina del Norte. Aire seco envuelto en el centro que se mueve hacia el este,  mientras que la convección pulsaba al norte del antiguo huracán, posiblemente debido a las aguas más cálidas de la Corriente del Golfo. Para el 5 de septiembre, el sistema se convirtió en varias circulaciones rotativas a medida que el sistema general se desaceleraba y giraba hacia el noroeste, dirigido por una cresta hacia el norte. La convección comenzó a disminuir al día siguiente, cuando la tormenta giró hacia el oeste.  A las 18:00 UTC del 6 de septiembre, el NHC dejó de emitir avisos sobre el ciclón postropical ya que Hermine continuó debilitándose en medio de aguas más frías y estabilidad convectiva. Los remanentes continuaron serpenteando en la costa de Nueva Jersey y Long Island, y finalmente se disipó cerca de Chatham, Massachusetts a última hora del 8 de septiembre.

## Preparativos
El 30 de agosto, el NHC comenzó a emitir advertencias y alertas de ciclones tropicales para la costa del golfo de Florida. Para cuando Hermine alcanzó el estado de huracán, se había emitido una advertencia de huracán desde la desembocadura del río Suwannee hasta la playa de México. Una advertencia de tormenta tropical se extendió hacia el sur hasta Englewood, que incluía el área de la Bahía de Tampa, y hacia el oeste hasta la línea del condado de Walton - Bay. También estaba vigente una alerta de huracán desde las desembocaduras de los ríos Suwannee y Anclote. El 31 de agosto, se agregó una alerta de tormenta tropical para la costa atlántica entre Marineland, Florida, y Altamaha Sound.en Georgia. A medida que se acercaba Hermine y se trasladó a la costa, las advertencias de tormenta tropical estaban en su lugar hasta el sur de Marineland, y en la medida noreste como Sagamore Beach, Massachusetts, incluyendo porciones del río Potomac Tidal, las Chesapeake y Delaware bahías, de Long Island, Nueva York, Block Island, Martha's Vineyard, Nantucket y Cape Cod. Todas las advertencias de tormenta tropical se retiraron cuando el NHC suspendió las advertencias a las 18:00 UTC del 6 de septiembre. 
El gobernador de Florida, Rick Scott, declaró el estado de emergencia para 51 condados. En respuesta a la tormenta que se estaba desarrollando, la votación anticipada para las elecciones primarias del 30 de agosto se extendió por un día en Bradford, Broward, Charlotte, Duval, Hillsborough, Miami-Dade, Orange, Osceola, Palm Beach, y los condados de Pinellas. En seis condados, la escuela se canceló el 1 y 2 de septiembre, mientras que otros veintinueve condados no tenían escuela el 2 de septiembre. Se ordenaron evacuaciones obligatorias para partes de los condados de Dixie, Franklin, Taylor y Wakulla . 
Se declararon estados de emergencia en Georgia, Carolina del Norte, Virginia, Maryland y Nueva Jersey debido a la tormenta. Hermine afectó la costa este de los Estados Unidos durante el ajetreado fin de semana del Día del Trabajo , lo que provocó el cierre de muchas playas en Delaware, Nueva Jersey y Nueva York. Amtrak canceló o alteró las líneas de tren debido a la amenaza de la tormenta. En Savannah, Georgia, se canceló el Bacon Fest y se trasladó un festival de cerveza al interior. En Charleston, Carolina del Sur , el gobierno de la ciudad proporcionó 3.000 sacos de arena a los residentes, preparándose menos de un año después de las inundaciones dañinas. El servicio de ferry de Outer Banks se canceló y los puentes en el condado de Dare, Carolina del Norte , se cerraron debido a los fuertes vientos. Los funcionarios desplegaron o prepararon equipos de aguas rápidas, helicópteros y la Guardia Nacional de Carolina del Norte en la parte este del estado. La Guardia Nacional de Virginia utilizó a 270 miembros para ayudar a prepararse para las posibles inundaciones y cortes de energía de la tormenta. Un concierto de Bruce Springsteen en Virginia Beach, Virginia, se pospuso dos días, y varias actuaciones para el Festival de Música Estadounidense de la ciudad se cancelaron o se trasladaron al interior.

## Impacto

### Caribe
En Antigua, un rayo producido por tormentas asociadas con la onda tropical precursora dañó severamente dos líneas de transmisión de 69 kV, causando un apagón en toda la isla el 24 de agosto.  Algunas ubicaciones en Puerto Rico observaron de 3 a 5 pulgadas (76 a 127 mm) de lluvia, causando inundaciones, especialmente en el área de Ponce. Principalmente, las calles se inundaron de agua, aunque al menos una casa se inundó. En República Dominicana, algunas áreas recibieron casi 100 mm de lluvia el 25 de agosto solo del precursor de Hermine. En 19 provincias, los residentes y las autoridades estaban en alerta debido al rápido aumento de los ríos y las expectativas de inundaciones. En todo el país, la tormenta dañó más de 200 hogares y desplazó a más de 1.000 personas. 
Candelaria en el oeste de Cuba registró 310,8 mm. En Cienfuegos,108 mm de precipitación cayeron en solo tres horas. Las lluvias aliviaron las condiciones de sequía y ayudaron a reponer los embalses, al tiempo que provocaron deslizamientos de tierra.  El embalse de Zaza, el más grande de Cuba, aumentó su volumen total de agua en 495.000.000 pies cúbicos (14.000.000 metros cúbicos), llevando los niveles al 30% de su capacidad. En Batabanó, en la costa sur de Cuba, 215 mm de lluvia causaron inundaciones moderadas. Cerca de La Habana, la compañía eléctrica cortó el suministro eléctrico para evitar accidentes, mientras se producían daños en las líneas de gas. 